# Tupátaro (Guanajuato)
Tupátaro es una localidad del estado mexicano de Guanajuato. Es parte del municipio de Cuerámaro.

## Toponimia
El nombre «Tupátaro» proviene de los términos en purépecha: tupa, junco; taru, lugar. Su significado es «cañaveral» o «lugar de juncos».

## Demografía
| Gráfica de evolución demográfica |
|                                  |

| Censo | Población |
| ----- | --------- |
| 1900  | 881       |
| 1910  | 811       |
| 1921  | 951       |
| 1930  | 880       |
| 1940  | 1 061     |
| 1950  | 923       |
| 1960  | 851       |
| 1970  | 975       |
| 1980  | 1 072     |
| 1990  | 1 380     |
| 2000  | 1 390     |
| 2010  | 1 441     |
| 2020  | 1 644     |